# Dolezich Károly
Dolezich Károly (angolul: Charles Dolezich) (Magyarország, 1839. július 6. – USA, 1880. június 23.) magyar építész és katona, aki főhadnagyként szolgált az amerikai polgárháborúban.

## Élete
A világosi fegyverletétel után szüleivel együtt menekült Amerikába. Építészként és mindössze 22 évesen állt be az ohiói 9. számú gyalogezredbe. Itt teljesített szolgálatot 1861 május 27-től 1864 június 7-ig és végül főhadnagyként szerelt le. Már a polgári életben, 1880-ban érte a halál, a Spring Grove temetőben nyugszik (Cincinnati, Ohio).